# Max Rudolf
Cet article concerne un chef d'orchestre allemand. Pour le rameur suisse, voir Max Rudolf (aviron).
Max Rudolf, né le 15 juin 1902 et mort le 28 février 1995, est un chef d'orchestre allemand qui a mené la majeure partie de sa carrière aux États-Unis.

## Biographie
Rudolf est né à Francfort-sur-le-Main, où il étudie la musique dès ses sept ans, le violoncelle, le piano, l'orgue, la trompette et la composition musicale. Il commence à composer de la musique à 12 ans. De 1915 à 1922, il étudie le piano avec Eduard Jung, la composition avec Bernhard Sekles, professeur de Paul Hindemith, au Conservatoire Hoch. Bien des œuvres de chambre soient jouées, il abandonne la composition pour diriger des opéras. Il dirige pour la première fois à Fribourg en 1923. Il occupe des postes à Fribourg-en-Brisgau et à Darmstadt. Il est directeur musical du Nouvel Opéra allemand à Prague au cours des années 1929 à 1935 et dirige des opéras, des concerts et des chœurs à Göteborg, en Suède, pendant les cinq années suivantes, avant de déménager aux États-Unis en 1940. En 1945, il se fait naturaliser. Il fait partie des chefs d'orchestre du Metropolitan Opera de 1946 à 1958, année où il devient directeur musical de l'Orchestre symphonique de Cincinnati jusqu'en 1970. Pendant cette période, il devient un constructeur d'orchestre et un enseignant réputés, faisant partie du personnel de l'Institut de Tanglewood (en). Il écrit The Grammar of Conducting, ouvrage sur la direction d'orchestre le plus utilisé. Paru en 1950, cet ouvrage est réédité après avoir subi des révisions importantes en 1980, puis en 1995.
Après ses années de direction à Cincinnati, Rudolf devient chef de l'Orchestre symphonique de Dallas durant une saison (1973-1974) et conseiller artistique de l'Orchestre symphonique du New Jersey en 1976-1977 et se produit souvent avec les grands orchestres et maisons d'opéra des États-Unis. Dans la même période, il est chef du département d'opéra et de direction d'orchestre à l'Institut Curtis de 1970 à 1973 et de 1983 à 1989 (six années où il n'enseigne que la direction d'orchestre), ce qui est peut-être ce pour quoi il est surtout connu, car nombre des principaux chefs d'orchestre du début du XXIe siècle y ont fait leurs études à cette époque.
Il demeure membre émérite de cet institut jusqu'à sa mort, qui résulte d'une insuffisance cardiaque congestive le 28 février 1995.

## Enregistrements
À titre de chef d'orchestre, Rudolf a participé à l'enregistrement de Hänsel et Gretel et de Madame Butterfly (avec Eleanor Steber et Richard Tucker) dans leur intégralité, d'extraits de Médée, de récitals d'Eileen Farrell, d'une suite du Chevalier à la rose, de morceaux de musique de Johann Strauss, fils, du Concerto pour piano en sol de Ravel avec le pianiste Paul Wittgenstein et de la Symphonie no 5 de Gene Gutchë (en).

## Distinctions
Pour le travail accompli pour l'apprentissage des jeunes chefs d'orchestre, Rudolf se voit décerner le premier prix Theodore Thomas de la National Conference of Conductors en 1988.

## Source
- (en) Cet article est partiellement ou en totalité issu de l’article de Wikipédia en anglais intitulé « Max Rudolf (conductor) » (voir la liste des auteurs).